# Natalia Kawałek-Plewniak
Natalia Kawałek-Plewniak (geboren 1987 in Polen) ist eine polnische Opernsängerin (Mezzosopran), die seit 2014 dem Jungen Ensemble des Theaters an der Wien angehört.

## Leben
Kawałek-Plewniak studierte Sologesang bei Izabella Kłosińska an der Fryderyk-Chopin-Universität für Musik in Warschau, danach an der Accademia Nazionale di Santa Cecilia in Rom und bei Claudia Visca an der Universität für Musik und darstellende Kunst in Wien. Die Künstlerin debütierte als Dorina in Galuppis L'amante di tutte an der Warschauer Kammeroper und in Moniuszkos Halka im Teatr Wielki, der Polnischen Nationaloper. Sie gastierte u. a. beim Oude Festival in Utrecht, beim Schleswig-Holstein Musik Festival und den Innsbrucker Festwochen der Alten Musik 2013 – dort als Dido in Henry Purcells Dido and Aeneas.
Im November 2012 debütierte sie im Theater an der Wien als Deuxiéme grecque in Glucks Iphigénie en Aulide, im November 2013 übernahm sie in der angeschlossenen Wiener Kammeroper die Tisbe in Rossinis La Cenerentola. 2014 wurde sie in das Junge Ensemble des Theaters an der Wien engagiert, welches in der Kammeroper Hauptrollen übernimmt. Dort sang sie Anfang 2014 den Annio in Mozarts La clemenza di Tito. 

## Auszeichnungen
- 2012 Internationaler Gesangswettbewerb für Barockoper Antonio Cesti Innsbruck (Dritter Preis und Publikumspreis)[1]
- 2013 Internationaler Hilde-Zadek-Gesangswettbewerb Wien (Zweiter Preis)